# Милан Ненадић (рвач)
Милан Ненадић (Дреновац, 12. август 1943 — Зрењанин, 16. јануар 2024) био је југословенски и српски рвач, освајач бронзане медаље на Олимпијским играма 1972. године.

## Биографија
Рођен је 12. августа 1943. године у Дреновцу крај Петриње. Започео је рвачку каријеру са 15 година у клубу Радник из Петриње. У млађим категоријама постигао је добре резултате на међународној и домаћој сцени. Био је првак Југославије грчко-римским стилом 1967, 1969, 1970, 1971, 1973. и 1975. године.
Дебитовао је на међународним такмичењима 1965. године на Светском првенству у финском граду Тампереу, где је заузео пето место. Године 1966. на Светском првенству је поново пети, а на Европском првенству у Есену је био осми.
На Медитеранским играма у Тунису 1967. године освојио је бронзану медаљу, а на првенству Европе је заузео пето место. Наредне, 1968. године постигао је велики успех освајањем другог места на Европском првенству у Вастерасу. На Олимпијским играма 1968. у Мексико Ситију, изгубио је у четвртфиналу од Адама Островског из Пољске и на крају заузео седмо место.
На Светском првенству у Мар дел Плати 1969. године освојио је бронзану медаљу, а на првенству Европе у Модени је заузео прво место. Наставио је са добрим резултатима током 1970. године и поново је првак Европе у средњој категорији на такмичењу које је одржано у Источном Берлину. У истој категорији и исте године у канадском граду Едмонтону поново осваја бронзану медаљу.
На Медитеранским играма 1971. године у Измиру освојио је сребрну медаљу, а на првенству Европе је био шести. Највећи успех у каријери је остварио 1972. године на Олимпијским играма у Минхену када је освојио бронзану медаљу. Идуће 1973. године на Светском првенству у Техерану је постао вицепрвак и наставио континуитет одличних резултата.
Године 1974. на Светском првенству у пољским Катовицама био је четврти. Касније се ређе појављивао на међународној сцени, а последњу титулу првака Југославије освојио је 1975. године. Још је неко време био активан, а онда се у другој половини седамдесетих година повукао.
Након завршетка рвачке каријере постао је тренер. Био је селектор репрезентације Југославије на Олимпијским играма 1984. године у Лос Анђелесу када је освојено неколико медаља. Рвачки савез Србије одликовао је Ненадића сребрним орденом.
Преминуо је 16. јануара 2024. године у Зрењанину после дуге и тешке болести.